# السر الأكبر
السر الأكبر هو كتاب من تأليف ديفد آيك وكتاب سياسي يتحدث عن أن هناك زواحف بشرية تسيطر على العالم في الخفاء، وإن الأديان ما هي إلا خرافة قامت بتصنيعها الزواحف البشرية للتلاعب بأفكار البشر.
قام ديفيد آيك بالإستشهاد بالعديد من المصادر حول مصدقية ما يقوله, كوجود العديد من الألهة من الزواحف في الحضارات القديمة, كما يدعم نظريته وجود العديد من الألهة لها نفس قصة السيد المسيح بإنهم ولدوا من أم عذراء وماتوا من أجل خطايا البشر, كما يدعم الكتاب نظريته بتغير بعض الكلمات من الكتاب المقدس من لغة إلي أخري.لكن مع وجود الكثير من التناقضات في الكتاب ما يزال هناك الكثيرون من الذين يصدقون هذا الكتاب.